# Vejalpur
Vejalpur es una ciudad de la India en el distrito de Ahmedabad, estado de Guyarat.

## Geografía
Se encuentra a una altitud de 48 m s. n. m. a 33 km de la capital estatal, Gandhinagar, en la zona horaria UTC +5:30.

## Demografía
Según estimación 2011 contaba con una población de 132 426 habitantes.